# Hifuyo Uchida
Hifuyo Uchida var en japansk fotbollsspelare.